# 생피에르 (생피에르 미클롱)

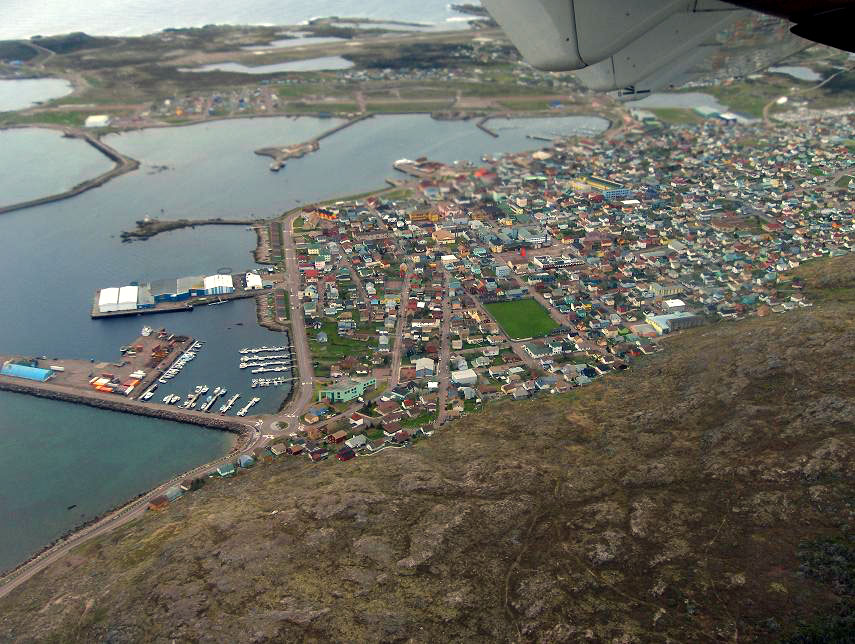
생피에르

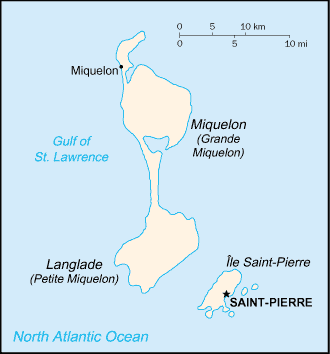
생피에르의 위치

생피에르(프랑스어: Saint Pierre, 문화어: 생삐에르)는 생피에르 미클롱의 수도이다.